# Palacio de Justicia del Condado de Dawson (Nebraska)
El Palacio de Justicia del Condado de Dawson es un edificio de gobierno situado en 700 North Washington Street, entre las calles 7 y 8 en Lexington, en el estado de Nebraska (Estados Unidos). Alberga los tribunales del condado de Dawson y fue construido en 1914 y figura en el Registro Nacional de Lugares Históricos (HRHS).

## Historia
El condado de Dawson y Lexington, entonces conocido como Plum Creek, creció como resultado de la llegada de Union Pacific en 1866. Aunque el condado había sido creado por la legislatura estatal en 1860, no se organizó ni estableció hasta 1871. Plum Creek fue seleccionada como sede del condado en 1873, el nombre de la ciudad se cambió a Lexington en 1889.
El primer juzgado se construyó en la actual plaza del juzgado en 1874. Los votantes aprobaron la financiación de un nuevo juzgado en 1912 con un impuesto anual de 4 millones de dólares durante cuatro años. El antiguo palacio de justicia de ladrillo fue demolido y la construcción del nuevo se inició en mayo de 1913 y se completó en marzo de 1914.

## Arquitectura
El edificio del tribunal de ladrillo rojo de dos pisos se encuentra sobre un sótano elevado de piedra caliza Bedford rústica que, a su vez, se asienta sobre una base de mármol de Carthage. Diseñado por William F. Gernandt en el estilo arquitectónico Beaux Arts, se decía que el edificio era completamente ignífugo, excepto las puertas, los marcos de las ventanas y los muebles. Se hicieron adiciones al palacio de justicia en 1955-1956 y en 1980.
Fue agregado al HRHS el 10 de enero de 1990 como distrito histórico. En el HRHS se incluye todo el bloque del palacio de justicia, las adiciones como propiedades contribuidoras y una estatua del Gran Ejército de la República como objeto contribuidor.
El diseño del Palacio de Justicia del Condado de Webster de Gernandt, construido en 1914, está relacionado, pero tiene arcadas que se desarrollan aún más.

## Galería

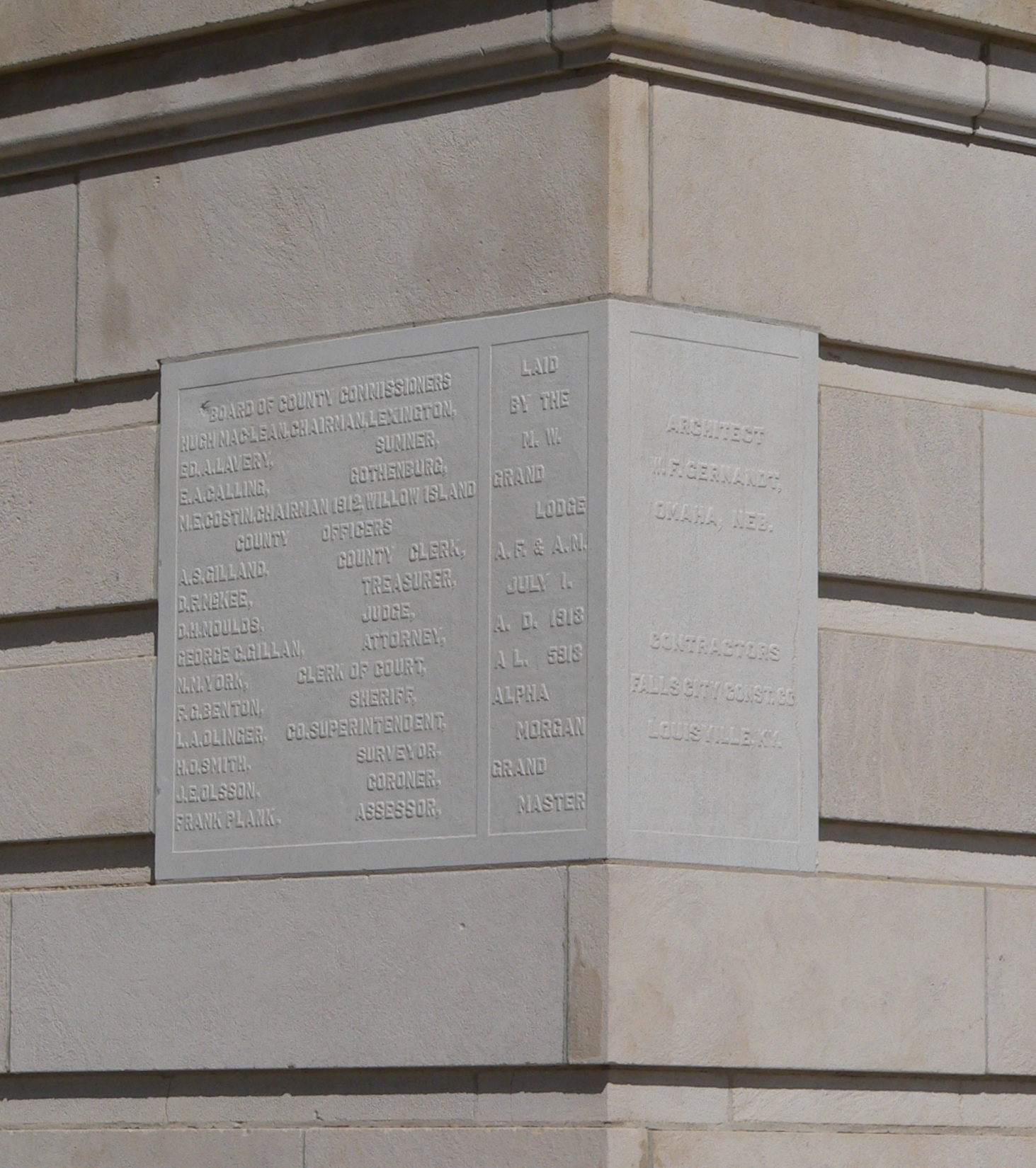
Piedra angular
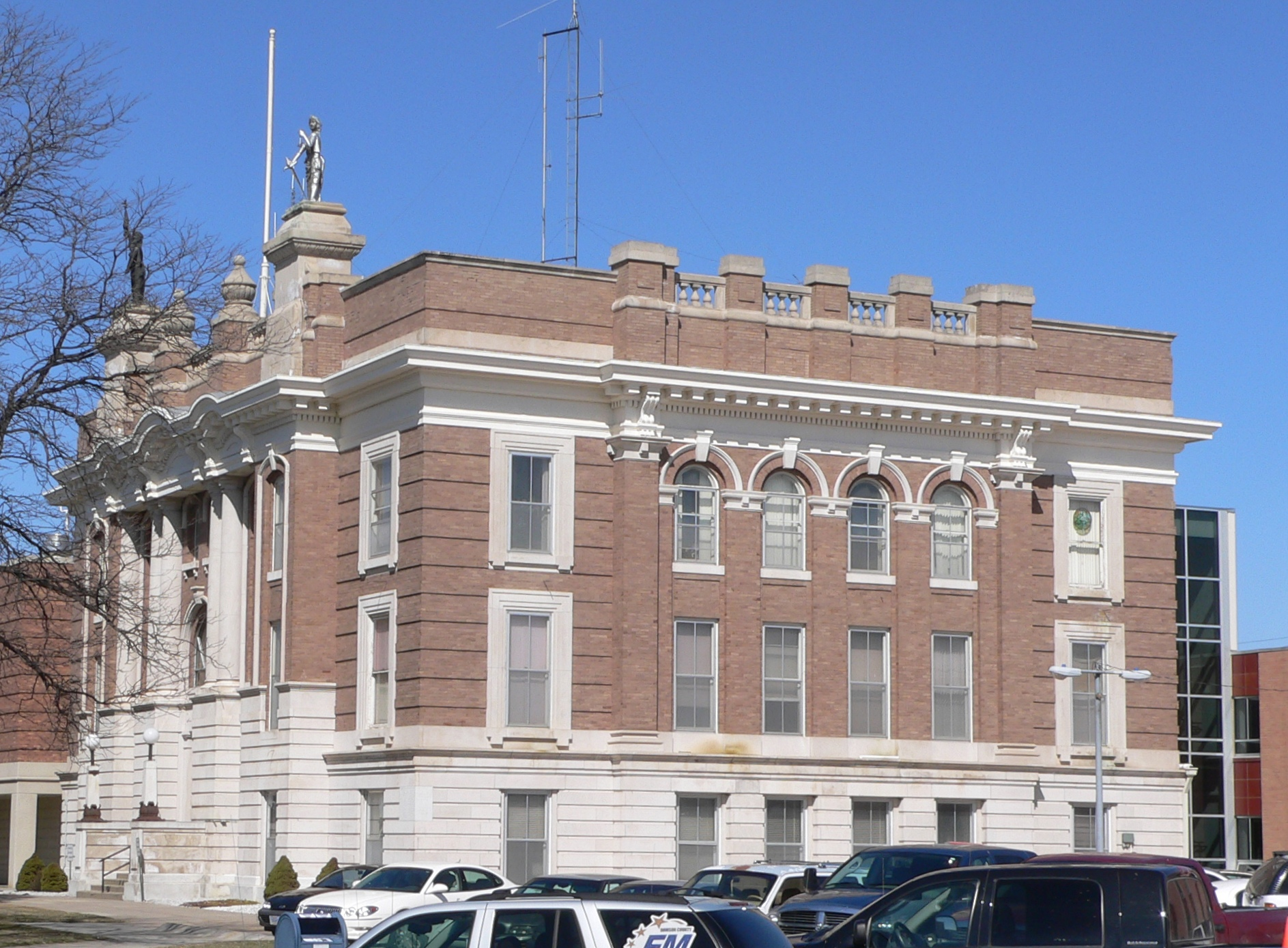
Costado suroeste
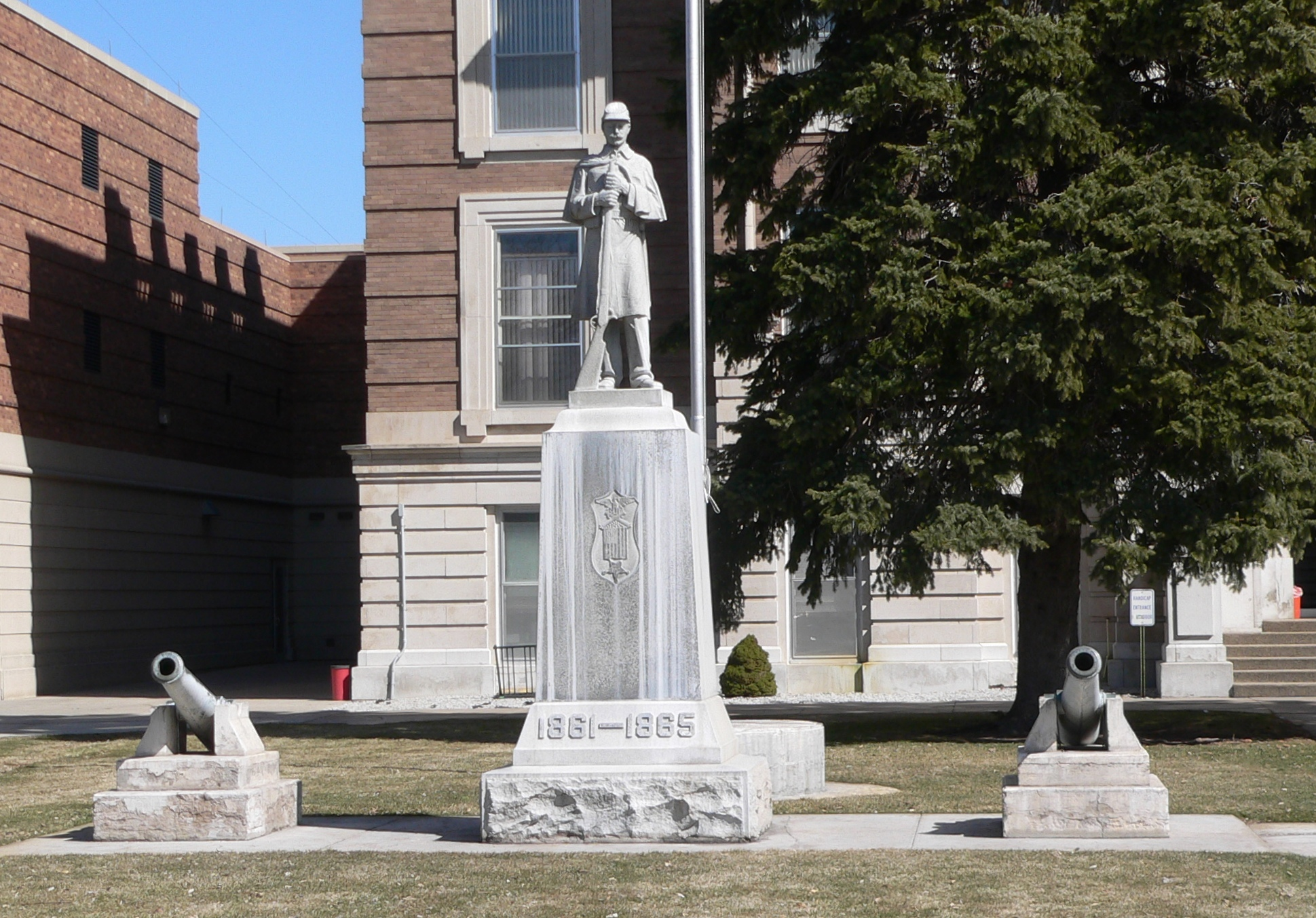
Monumento a la Guerra de Secesión
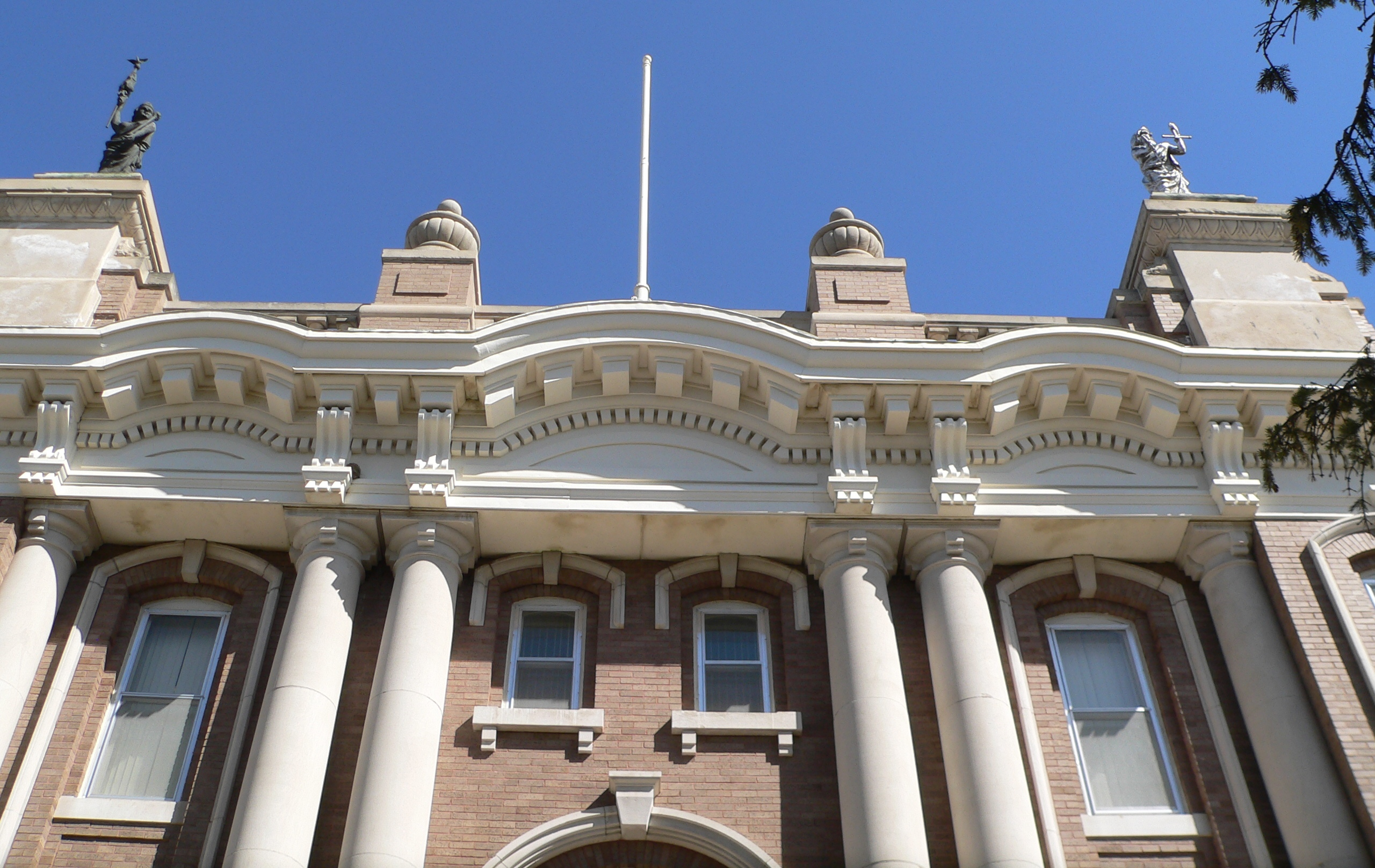
Detalle de la fachada
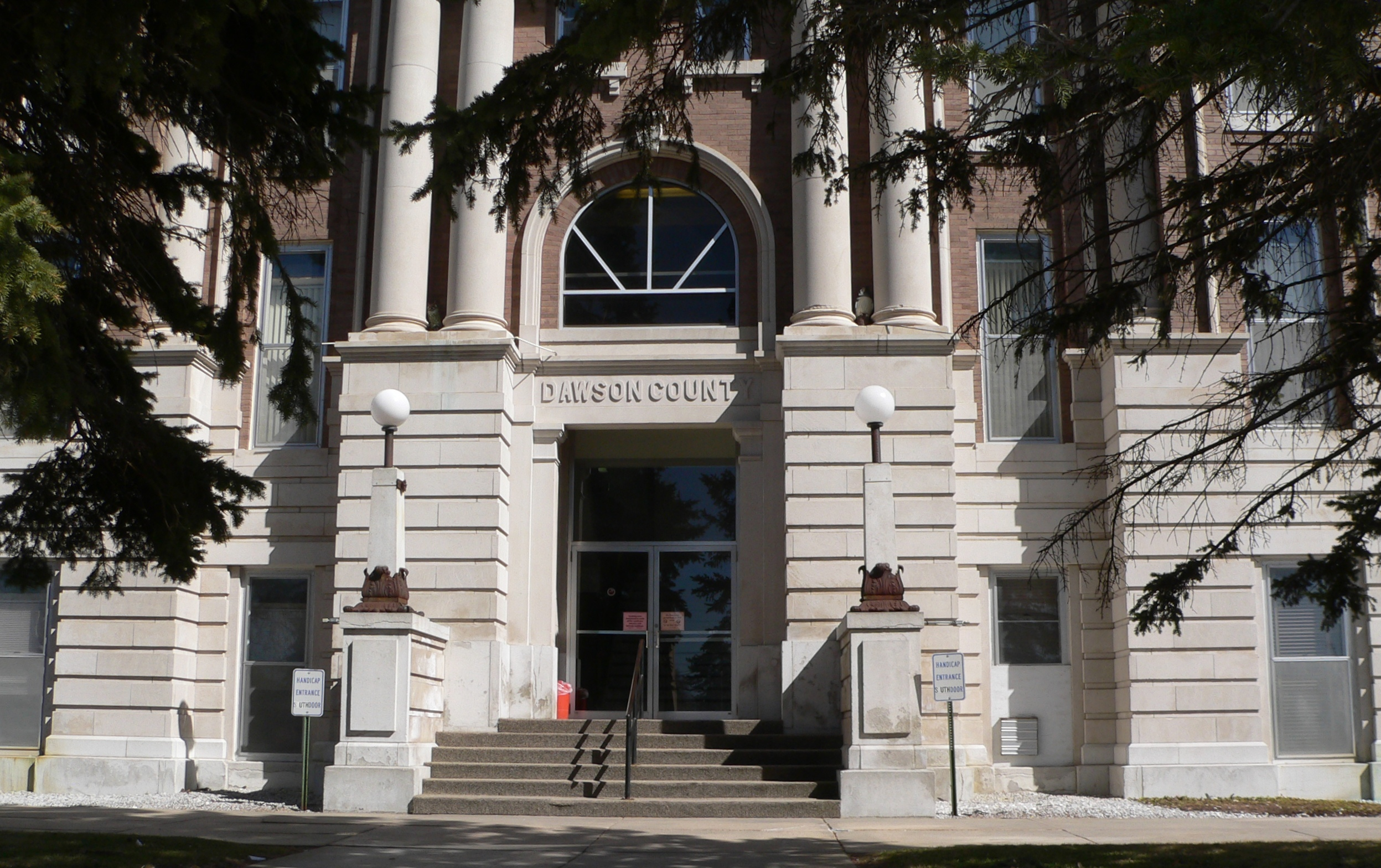
Entrada principal